# Aizubange
Aizubange (japanska: 会津坂下町?, Aizubange-machi) är en landskommun (köping) i Fukushima prefektur i Japan.  